# Rudolf Leroch-Orlot
Rudolf Ignacy Leroch-Orlot, właśc. Rudolf Leroch, ps. „Orlot” (ur. 23 lub 24 grudnia 1893 we Lwowie, zm. 1978) – oficer Legionów Polskich, podpułkownik Wojska Polskiego II RP i Polskich Sił Zbrojnych, w 1964 mianowany do stopnia pułkownika przez władze RP na uchodźstwie, działacz kulturalny, społeczny oraz emigracyjny w Argentynie.

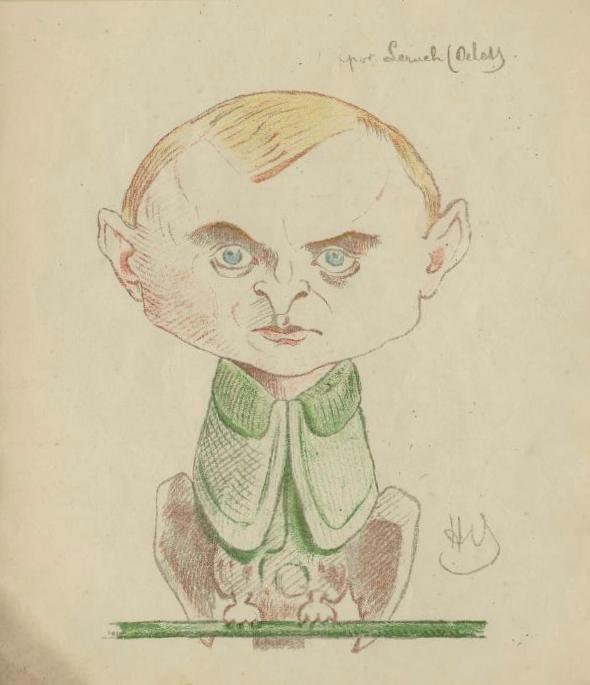
Portret ppor. Lerocha-Orlota autorstwa H. Hetza-Barwińskiego

## Życiorys
Urodził się 23 lub 24 grudnia 1893 we Lwowie. Był synem Marcina i Amelii z Krzyżaków. Od 1911/1912 był członkiem Polskich Drużyn Strzeleckich w Krakowie. Wówczas współpracował na polu niepodległościowym z organizacją „Młoda Serbia”. Studiował prawo na Wydziale Prawa Uniwersytetu Jagiellońskiego uzyskując absolutorium oraz kształcił się na Wydziale Filozoficznym UJ, ukończył studia na Akademii Handlowej w Krakowie.
Po wybuchu I wojny światowej został żołnierzem Legionów Polskich. Od sierpnia 1914 służył w oddziałach strzeleckich 1 pułku piechoty w składzie I Brygady, najpierw jako trębacz I batalionu, a od 20 października 1914 był adiutantem batalionu. Został awansowany do stopnia podporucznika piechoty 12 listopada 1914. Odniósł rany 21 sierpnia 1915 pod Kowalikami. Po odbyciu leczenia służył w macierzystym pułku. W 1917 z ramienia Legionów przebywał w Wiedniu i ponownie współdziałał z ruchem „Młoda Serbia”. Po kryzysie przysięgowym z 1917 został internowany. Po odzyskaniu wolności działał w Polski Organizacji Wojskowej. Służbę legionową zakończył w stopniu porucznika.
Po odzyskaniu przez Polskę niepodległości został przyjęty do Wojska Polskiego w listopadzie 1918. Służył w szeregach 5 pułku piechoty Legionów i 68 pułku piechoty. Uczestniczył w wojnie polsko-bolszewickiej. 20 sierpnia 1921 Naczelnik Państwa zezwolił mu na przybranie nazwiska „Orlot” do nazwiska rodowego „Leroch”. W 1922 został zweryfikowany w stopniu kapitana ze starszeństwem z dniem 1 czerwca 1919 w korpusie oficerów rezerwowych piechoty. Jako kapitan Wojska Polskiego został osadnikiem wojskowym osadzie Wilja (gmina Katerburg, powiat krzemieniecki, województwo wołyńskie). W 1923 był oficerem rezerwowym 28 pułku piechoty w Łodzi. Następnie został przeniesiony do korpusu oficerów artylerii i zweryfikowany w stopniu kapitana rezerwy ze starszeństwem z dniem 1 czerwca 1919. W 1924 był żołnierzem rezerwowym przydzielonym do 10 pułku artylerii polowej w Łodzi jako oficer zatrzymany w służbie czynnej. W 1925 został przemianowany na oficera zawodowego i zweryfikowany jako kapitan służby czynnej artylerii ze starszeństwem z dniem 1 czerwca 1919. Pełnił stanowisko dowódcy batalionu celnego. Na przełomie lat 20. i 30. był oficerem 10 pułku artylerii polowej. W 1929 został awansowany na stopień majora artylerii. Zaprojektował odznakę 10 pułku artylerii polowej (zatwierdzona 17 września 1927) oraz był autorem monografii opisującej historię 10 pułku artylerii polowej (wydana w 1929). Przed 1929 był dowódcą I dywizjonu w 10 pap. W trakcie 1929 na kilka miesięcy został przeniesiony do Ministerstwa Spraw Wojskowych w Warszawie na stanowisko Szefa Wydziału Biura Personalnego. W 1930 był komendantem przysposobienia wojskowego artyleryjskiego w Łodzi. W Łodzi udzielał się aktywnie w życiu artystyczno-teatralnym oraz na polu działalności społecznej. Wspierał wiele z organizowanych imprez artystycznych w mieście, występował jako prelegent podczas uroczystości patriotycznych. Był działaczem łódzkiego Towarzystwa Operowego, a 15 września 1926 został wybrany kierownikiem administracyjnym tegoż. Został członkiem sekcji wykonawczej prezydium organizującego bieg myśliwskim św. Huberta 3 listopada 1929 i uczestniczył w nim jako Master. W lutym 1930 został wybrany członkiem zarządu Łódzkiego Klubu Lotniczego, a 8 marca 1930 jego sekretarzem generalnym.
W styczniu 1931 został przeniesiony z korpusu oficerów artylerii do korpusu oficerów kontrolerów w stopniu majora ze starszeństwem z dniem 1 stycznia 1929 i 1. lokatą oraz przydzielony do korpusu kontrolerów w Warszawie. Służbę w korpusie kontrolerów pełnił do 1939. Na podpułkownika został awansowany ze starszeństwem z dniem 19 marca 1938 i 2. lokatą w korpusie oficerów kontrolerów.
Podczas II wojny światowej został oficerem Polskich Sił Zbrojnych, był żołnierzem 2 Korpusu Polskiego. Po wojnie pozostał na emigracji. 12 kwietnia 1949 wraz z żoną Bronisławą i synem Krzysztofem przybył na statku „Highland Brigade” do Buenos Aires w Argentynie, gdzie osiadł. W Argentynie działał na polu kombatanckim i polonijnym. Był wieloletnim prezesem Koła Legionistów i POW, wiceprezesem Związku Polaków, członkiem i założycielem Towarzystwa Miłośników Historii w Buenos Aires. W 1967 w Argentynie zorganizował obchody 100. rocznicy urodzin Marszałka Józefa Piłsudskiego. W 1964 Prezydent RP na uchodźstwie mianował go pułkownikiem w korpusie kontrolerów.
Zmarł w 1978. Jego żoną od 1923 była Bronisława Olecka z domu Skrzywan, przedwojenna śpiewaczka operowa-sopranistka w Łodzi, prowadząca tam szkołę śpiewu solowego.
Portret rysunkowy ppor. Legionów Polskich Rudolfa Lerocha-Orlota autorstwa Henryka Hetza-Barwińskiego był jedną z 20 humorystycznie przedstawionych podobizn polskich legionistów, które ukazały się w albumie pt. Woyska polskiego konterfektow gładkich 20 gwoli uciechy komilitonow swoich wyimaginował - a gwoli pozytku nierycerskiego pospolstwa w tysiaczney mnogosci wytłoczyc zezwolił. Spuściznę po płk. Lerochu-Orlocie przejęła Polska Misja Katolicka w Argentynie.

## Publikacje
- Zarys historji wojennej 10-go kaniowskiego pułku artyleji polowej (1929, seria: Zarys historii wojennej pułków polskich 1918–1920, wyd. Wojskowe Biuro Historyczne)[4].
- Zasady gospodarki amunicją [w:] „Przegląd Piechoty” 3/1937[48][49].

## Ordery i odznaczenia
- Krzyż Niepodległości (20 stycznia 1931)[50][51][52]
- Krzyż Oficerski Orderu Odrodzenia Polski (11 listopada 1965)[53]
- Krzyż Walecznych (czterokrotnie, przed 1932)[52][4]
- Srebrny Krzyż Zasługi (16 marca 1928)[54][55][56][16][52]
- Medal Pamiątkowy za Wojnę 1918–1921[4]
- Medal Dziesięciolecia Odzyskanej Niepodległości[4]
- Srebrna Odznaka Honorowa Ligi Obrony Powietrznej i Przeciwgazowej II stopnia[57]
- Odznaka „Za wierną służbę”[58]
- Krzyż Kawalerski Orderu Orła Białego (Jugosławia 1929)[59][4][6]